# 奧蘭治鎮區 (密歇根州愛奧尼亞縣)
奧蘭治鎮區（英語：Orange Township）是位於美國密歇根州愛奧尼亞縣的一個行政鎮區。

## 地方資料
奧蘭治鎮區的面積為93.30平方千米，當中陸地面積為93.30平方千米，而水域面積為0.00平方千米。根據2020年美國人口普查的數據，當地共有人口1012人，而人口密度為每平方千米10.85人。